# Octavio Mesa
Octavio Mesa Gómez (Santa Rosa de Osos, Antioquia, 4 de agosto de 1933 - Medellín, Antioquia, 12 de marzo de 2007) fue un cantautor, compositor, músico, y productor discográfico colombiano. Ha sido considerado exitosamente como El rey de la parranda, fue uno de los principales exponentes e impulsadores del género musical guasca en todo el departamento de Antioquia.

## Biografía
Octavio Mesa Gómez nació en Santa Rosa de Osos, Antioquia, Colombia el 4 de agosto de 1933, su infancia transcurrió en el barrio Manrique de Medellín, a los ocho años de edad comenzó a cantar en las escuelas y llegó a ganar dos concursos escolares.
A los quince años de edad escribió su primera canción inspirada en un amigo que le arrebató la novia, la cual tituló Mi rival en 1948. Durante su trayectoria artística fue representante del folclor y las tradiciones campesinas, lo cual le permitió escribir parte de la historia de la música antioqueña.
En 1954, se grabó la primera canción parrandera, llamada El 24 de diciembre, interpretada por «El Mono González», pionero de los cantantes parranderos. Con el paso de los años, a la música parrandera llegó Octavio Mesa, quien impuso un nuevo aire cuyo efecto fue aumentar las ventas y atraer nuevos seguidores.
Antes de Octavio Mesa, otros cantantes habían comenzado a trabajar de lleno este estilo musical. El mono González, Carlos Muñoz, Antonio Posada, Los trovadores del recuerdo, Los Relicarios, José Muñoz y Los hermanos Bedoya, fueron los pioneros del que quizás es el único estilo musical propio que Antioquia le ha aportado al folclor colombiano, influenciado por la música de carrilera que se escuchaba por el antiguo ferrocarril de Antioquia y las variaciones culturales de la región.
Octavio Mesa comenzó a componer y cantar canciones parranderas a mediados de los años 50, cuando las letras sólo manejaban un aire picaresco y de doble sentido, su principal característica fue su canto directo sumado con palabras de grueso calibre. Octavio se lanzó con la canción Los relajos del arriero, donde el tono y las palabras se dejaron de disimulos, contando esas historias divertidas, muy comunes en la vida cotidiana del pueblo campesino, El arriero mayor, como se conocía el artista, fue quien convirtió al género en un conjunto de canciones de tono subido que dispararon las ventas e hicieron reír a la gente, sin miedo a la crítica de una sociedad con doble moral. Mesa fue el rey, pero de la música parrandera vulgar, abierta y sin tapujos, no obstante, se defiende la autenticidad del intérprete y autor, al decir que su virtud era mostrar cómo es que realmente hablaban y pensaban muchos de los paisas de años atrás.
Estuvo tan arraigada la forma de hacer música al estilo de Octavio Mesa en la cultura paisa que figuras como Juanes lo han usado de inspiración musical y las juventudes paisas que se criaron con esta música, aunque influenciados por ritmos internacionales, hoy día siguen disfrutando y reconociendo sus orígenes culturales fomentando una mejor identidad regional de la gente.

## Muerte
La muerte de Octavio Mesa fue un momento triste, pero no un golpe que pueda desestabilizar a este género que lleva ya varias décadas en el mercado, el auge de la música parrandera en cada diciembre es tan grande en Colombia que sería muy difícil imaginar una Navidad sin esas canciones de doble sentido y subidas de tono que indican que se aproxima fin de año. Octavio Mesa desempeñó una importante función en la historia de la música parrandera al incorporar un estilo más atrevido y picaresco que despertó las más variadas opiniones dentro de la sociedad antioqueña, su muerte entristeció a muchos seguidores, pero gracias al trabajo de nuevos cantantes y grupos, incluido su hijo Róbinson, este estilo cada día se introduce a nuevas generaciones y a distintos espacios sociales.
Juanes ha manifestado en muchas ocasiones su admiración y afecto por Octavio Mesa, a quien considera un valor definitivo de la cultura popular antioqueña y colombiana. Al punto que la famosa canción de Juanes de título La camisa negra, muy popular en todo el mundo, fue inspirada por la obra de este cantautor.
El cantautor falleció el 12 de marzo de 2007 en Medellín, al parecer víctima de un infarto además de complicaciones renales.

## Distinciones
Octavio Mesa recibió varias distinciones, entre ellas una por parte del concejo de la ciudad de Medellín.

## Composiciones y éxitos famosos
Aunque Mesa no fue el iniciador de la música parrandera, desde mediados de la década de 1950 comenzó con este estilo al lado de otros como José Bedoya y Joaquín Acevedo. 
De ahí en adelante, descubrió un nicho en la música guasca y lo siguió. No fue el iniciador, pero sí el rey de las canciones de doble sentido. 
Mesa compuso más de 2 600 canciones guascas y de parranda en 50 años de carrera artística. Algunas son:
- Los Relajos del Arriero
- El dentista
- Merceditas
- Con Verraquera
- El Jornalero
- El Chisme
- El zapatero
- Llegó verraco
- La Pelea con el Diablo
- La Bruja
- La Puteria
- Al Rojo Vivo

De las cuales compiló 19 de sus favoritas, en el álbum Los relajos del arriero, lanzado alrededor del 2003-2004